# Anne Margrethe Larsen
Anne Margrethe Larsen, född 28 maj 1950 i Haugesund, är en norsk politiker i Venstre.